# Gwenaël Le Rouzic
Gwenhaël Le Rouzic est un joueur français de volley-ball, né le 7 février 1970 à Château-Gontier (Mayenne). Il mesure 1,95 m et joue réceptionneur-attaquant. Il totalise 60 sélections en équipe de France.

## Clubs
| Club                         | De        | À         |
| ---------------------------- | --------- | --------- |
| Rennes EC                    | 1989-1990 | 1991-1992 |
| Saint-Nazaire VBA            | 1992-1993 | 1992-1993 |
| Paris UC                     | 1993-1994 | 1997-1998 |
| Paris Volley                 | 1998-1999 | 1999-2000 |
| Tourcoing LM                 | 2000-2001 | 2001-2002 |
| Asnières Volley 92           | 2002-2003 | 2002-2003 |
| Plessis-Robinson Volley-ball | 2003-2004 | 2006-2007 |

## Palmarès
- Championnat de France (4)
  - Vainqueur : 1996, 1997, 1998, 2000
  - Finaliste : 1999, 2001, 2002
- Coupe de France (3)
  - Vainqueur : 1997, 1999, 2000
  - Finaliste : 1993, 1994, 2002